# Ventrifossa macropogon
Ventrifossa macropogon és una espècie de peix de la família dels macrúrids i de l'ordre dels gadiformes.

## Morfologia
- Els mascles poden assolir 45 cm de llargària total.[4][5]

## Hàbitat
És un peix d'aigües profundes que viu entre 439-1000 m de fondària, tot i que, normalment, ho fa entre 500-600.

## Distribució geogràfica
Es troba des de la Guaiana fins al Carib, el Golf de Mèxic i el nord-est de Florida (Estats Units).